# Multimodus bureensis
Multimodus bureensis is een fossiele soort schietmot uit de familie Vitimotauliidae.